# Холмогорное
Холмогорное (до 1950 года Кипиттен, до 2022 года Холмогорье) — посёлок в Правдинском районе Калининградской области России.

## История
Рядом с посёлком обнаружена грунтовая могила прусского периода (VIII век).
До 1950 года назывался Кипиттен (нем. Kipitten).
В 2022 году переименован в Холмогорное, чтобы избежать путаницы с другим посёлком в том же районе с тем же названием.

## География
Находится в южной части Калининградской области, в зоне хвойно-широколиственных лесов, в пределах Виштынецкой возвышенности, на левом берегу реки Лава, на расстоянии примерно 6,5 километрах (по прямой) к северо-востоку от города Правдинск, административного центра района.

### Климат
Климат характеризуется как переходный от морского к умеренно континентальному. Среднегодовая температура воздуха — 7,7 °C. Средняя температура воздуха самого холодного месяца (января) — −2,9 °C (абсолютный минимум — −35 °C); самого тёплого месяца (июля) — 18,7 °C (абсолютный максимум — 36 °C). Годовое количество атмосферных осадков — 775 мм, из которых большая часть выпадает в тёплый период.

## Население
| 2010 |
| ---- |
| 22   |

### Национальный состав
Согласно результатам переписи 2002 года, в национальной структуре населения русские составляли 92 %.